# 브리티시컬럼비아주도 제99호선
브리티시컬럼비아주도 제99호선(British Columbia Highway 99)은 브리티시컬럼비아주 내 그레이터밴쿠버(en:Greater Vancouver)의 남북을 잇는 캐나다의 도로이다. 시 투 스카이 하이웨이(Sea to Sky Highway) 또는 휘슬러 하이웨이(Whistler Highway), 스쿼미시 하이웨이(Squamish Highway)라고도 부른다.
주도 제99호선은 남쪽의 서리 부근의 미국-캐나다 국경지대에서 시작되어 북쪽의 캐시크릭(en:Cache Creek, British Columbia)에 이른다. 캐시크릭 종점부근에서 브리티시컬럼비아 주도 제97호선과 연결된다. 이전에는 미국 국도 제99호선과 연결되었으나, 현재는 주간고속도로 제5호선과 연결하고 있다.
99호선의 도로 번호는 1942년 킹 조지 6세 하이웨이(King George VI Highway) 완공 이후에 부여받았다.
99호선의 총연장은 409 km (254 mi)이다. 2006년 영국의 가디언지에서는 최고의 자동차 여행 도로 5곳중 하나로 "시 투 스카이 하이웨이"를 소개하였다.
99호선에는 밴쿠버와 웨스트밴쿠버 간을 연결하는 현수교인 라이온스게이트 교가 있다.

## 사진첩

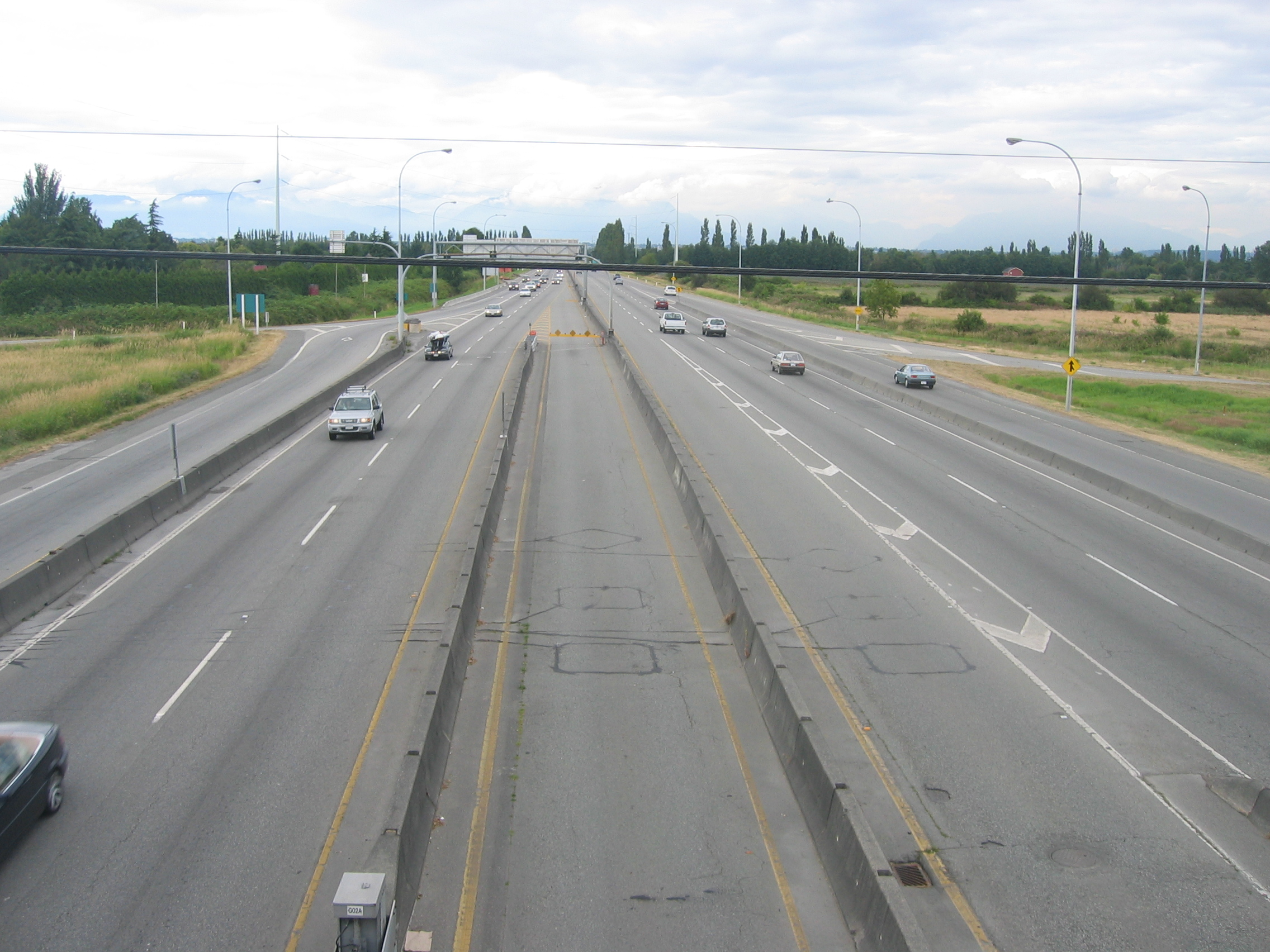
99번의 조지 메시 터널 앞 상행선 방향
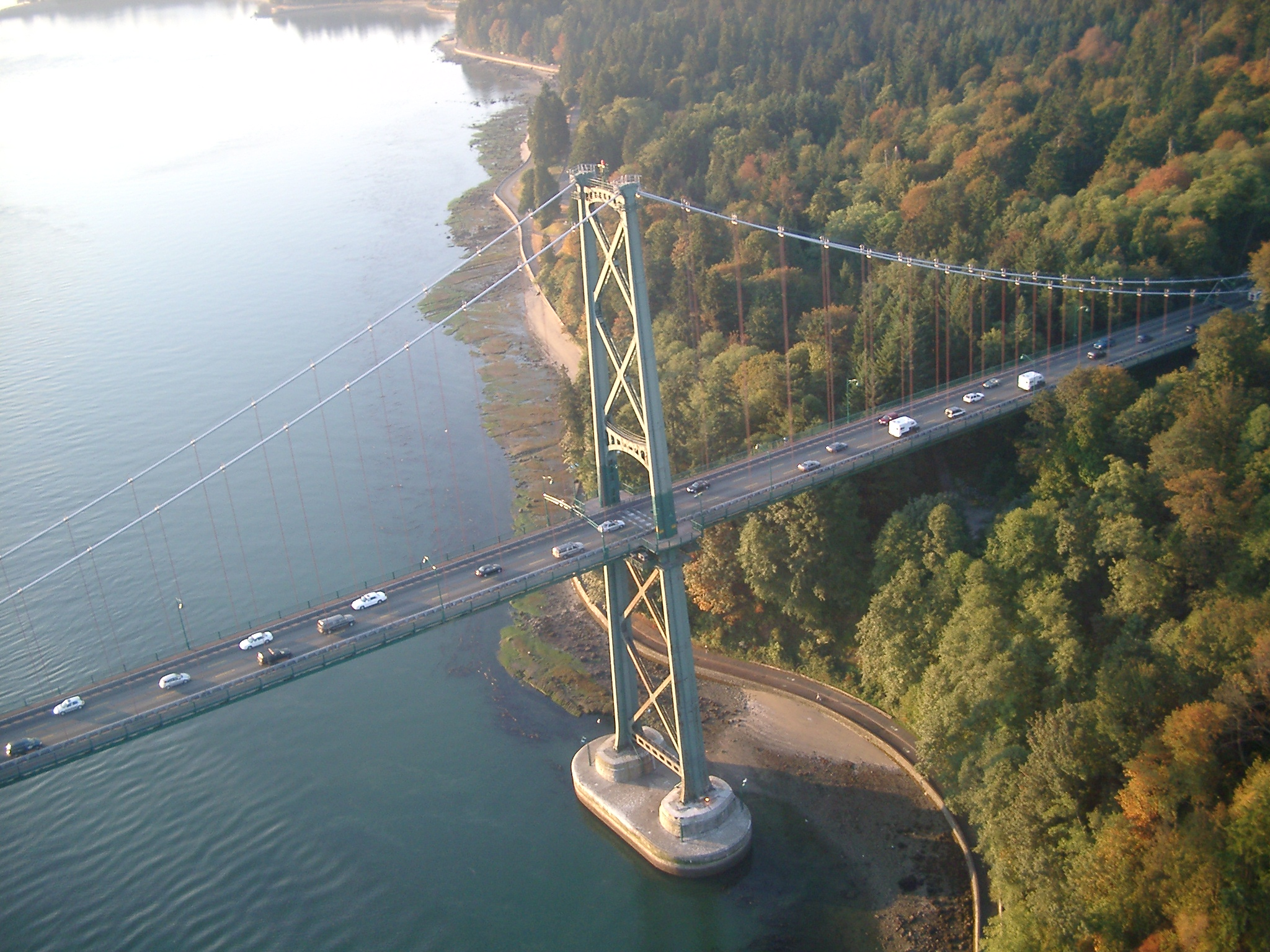
라이온스게이트 교

## 같이 보기
- 브리티시컬럼비아주
- 브리티시컬럼비아주도 제95호선